# Henri Magny
Henri Magny, né le 4 janvier 1910 à Villepinte et mort au combat le 16 mai 1944 à San Giorgio a Liri (Italie) est un officier français rallié à la France libre ayant combattu lors de la Seconde Guerre mondiale.

## Biographie
Henri Magny naît en 1910 d'un père polonais et d'une mère française disparus lors de la révolution russe. Il est adopté en 1928 par Clothilde Magny, institutrice. Il est l’oncle de Philippe Labro.
En 1929, Henri Magny entre à Saint-Cyr et devient sous-lieutenant le 1er octobre 1931, puis lieutenant deux ans plus tard. Au début de la Seconde Guerre mondiale, il est fait prisonnier lors de la campagne de France, réussit à s'évader, passe en zone sud et est affecté au 21e Régiment d'infanterie coloniale à Aix-en-Provence. Capitaine en juin 1941, il combat en Syrie du côté vichyste avant de rallier la France Libre le 12 août 1941 et de rejoindre le 1er Bataillon d'Infanterie de Marine quelques semaines plus tard, comme adjoint au chef de corps.
On le retrouve par la suite adjoint au chef de corps du Bataillon de Marche n°3 en juin 1942, commandant de la compagnie lourde du Bataillon de Marche n°12 en juillet 1942 puis adjoint au chef de corps un an plus tard, avant de prendre la tête du Bataillon d'infanterie de marine et du Pacifique (BIMP). Son bataillon se distingue en Italie lors de la bataille du Garigliano, lors de laquelle il meurt touché d'une rafale de mitrailleuse le 16 mai 1944. Edmond Magendie lui succède à la tête du BIMP.
D'abord inhumé au cimetière n°4 de la 1re Division, son corps est réinhumé après la guerre dans le village de Cottenchy, dans la Somme.
Henri Magny est fait Compagnon de la Libération à titre posthume en 1945.

## Distinctions et décorations
- Chevalier de la Légion d'honneur (17 août 1945)[4]
- Compagnon de la Libération (7 août 1945)
- Croix de guerre 1939–1945 (4 citations)
- Médaille de la Résistance française, avec rosette
- Médaille coloniale
- Médaille commémorative des services volontaires dans la France libre
- Médaille commémorative de la campagne d'Italie (1943–1944)
- Officier du Nichan Iftikhar (Tunisie)